# Chipo Chung
Chipo Tariro Chung, née le 17 août 1977, est une actrice et militante zimbabwéenne basée à Londres.

## Biographie
Chipo Chung est née dans un centre d'accueil pour réfugiés à Dar-es-Salaam, en Tanzanie. Elle est par sa famille d'origine zimbabwéenne pour moitié et chinoise pour l'autre moitié,. « Je suis une nomade, je viens d'une famille de nomades », indique-t-elle dans un entretien, « les parents de ma mère sont passés de Chine en Afrique et je suis passé de là à ici [l'Angleterre]. C'est le monde dans lequel nous vivons ». Son prénom Chipo signifie « cadeau » dans la langue Shona. Elle passe ses deux premières années dans des camps de réfugiés au Mozambique avec des milliers de jeunes échappés de la guerre en Rhodésie. 
Sa famille rejoint ensuite Harare, où elle fréquente l’École du Couvent des Dominicains et participe également aux travaux d'une compagnie de théâtre multi-raciale, Over the Edge. À dix-huit ans, elle déménage aux États-Unis où sa mère, Fay Chung, travaille pour les Nations Unies. Elle étudie à l'université Yale, en Théâtre et Beaux-arts.
Elle se forme à la Royal Academy of dramatic Art (RADA), à Londres et en sort en 2003. Son répertoire comprend le théâtre politique, comme Talking to Terrorists (Royal court Theatre), The Overwhelming (Royal National Theatre) et Fallujah (dans lequel elle joue le rôle de Condoleezza Rice), ainsi que les classiques tels que Phèdre, dans lequel elle joue aux côtés de Helen Mirren (Royal National Theatre) et Epidavros.
Elle joue dans deux épisodes de la série Doctor Who : dans un épisode, elle joue l'assistante du maître Chantho, et dans un autre épisode, Le Choix de Donna, un personnage de diseuse de bonne aventure. Le premier film sur lequel elle est créditée est Sunshine de Danny Boyle : elle y est la voix du vaisseau Icarus 2. Elle fait également des apparitions dans la In the Loop et Proof. Elle compte d'autres apparitions à la télévision incluent le drame Le Dernier Ennemi et en tant que journaliste dans le deuxième épisode d'une série Sherlock, Les Chiens de Baskerville.
En 2011, elle a un rôle récurrent dans la série Camelot. Elle joue Viviane, une servante de la cour du Roi Uther, qui sert d'accompagnatrice et de messagère pour Morgane, demi-sœur du Roi Arthur. Elle apparaît également dans la série TV anglaise de 2015, Fortitude, interprétant le personnage de Trish Stoddart, la femme du professeur Stoddart.
En 2015, elle obtient le rôle de Marie-Madeleine dans la série TV, A. D. The Bible Continues,. Le spectacle est salué pour son casting international et multi-racial et obtient 11 millions de téléspectateurs en avril 2015.
En parallèle, elle co-fonde aux côtés de Nick Reding (en) l'organisation SAFE-Kenya (S.A.F.E. : Sponsored Arts for Education), qui utilise le théâtre pour favoriser le changement social au Kenya, en se concentrant notamment sur l'éducation concernant le VIH, et sur l'abolition de l'excision. Elle travaille aussi avec l'organisme de bienfaisance Peace Direct au Zimbabwe, animé par un groupe de femmes qui travaille à la construction du consensus et de la paix. 
En Grande-Bretagne, elle s'implique dans la campagne « Act for Change », qui vise à accroître la diversité dans la télévision britannique. Elle fait partie du programme 2013 de la BBC en 2013 intitulé 100 Women qui met en exergue une centaine de personnalités féminines,. Elle siège également au conseil du Royal Academy of dramatic Art, ainsi qu'au syndicat des artistes de la scène britannique au sein du Comité International pour la Liberté des Artistes (ICAF).

## Filmographie
Cinéma : 
- 2005 : Proof : Amie de l'université
- 2007 : Sunshine : Icarus II (voix de l'ordinateur)
- 2009 : In the Loop : Annabelle Hsin

Télévision :
- 2003 : Absolute Power : Miriam (1 épisode)
- 2007 : Dalziel and Pascoe : Layla Jadwin (2 épisodes)
- 2007 : Holby City : Dr. Nicola Wood (1 épisode)
- 2008 : The Last Enemy : Lucy Fox (2 épisodes)
- 2007 - 2008 : Doctor Who : Chantho / Fortune Teller (2 épisodes)
- 2009 : Casualty : Dan Dan (1 épisode)
- 2010 - Identity : Michelle Fielding (1 épisode)
- 2011 : Camelot : Viviane (8 épisodes)
- 2012 : Sherlock : présentateur (1 épisode)
- 2015 : Fortitude : Trish Stoddart (5 épisodes)
- 2015 : A.D. The Bible Continues : Mary Magdalene (12 épisodes)
- 2016 : Thirteen : Alia Symes (3 épisodes)
- 2017 - 2019 : Into the Badlands : The Master (14 épisodes)